# Kruklanki
Pour la gmina, voir Kruklanki (gmina).
Kruklanki est un village polonais de la voïvodie de Varmie-Mazurie, dans le powiat de Giżycko dans le Nord de la Pologne.

## Géographie
Kruklanki se trouve à approximativement 12 kilomètres nord-est de Gizycko et à 100 kilomètres à l'est de la capitale régionale Olsztyn. 

## Histoire
De 1818 à 1945, Kruglanken fait partie de l'arrondissement d'Angerburg dans le district de Gumbinnen au sein de la province de Prusse-Orientale. Cependant, après la Seconde Guerre mondiale, la région a placé sous l'administration polonaise dû aux Accords de Potsdam lors des demandes de changements de territoires par l'Union Soviétique. 